# 苄星青黴素
苄星青黴素（英語：Benzathine benzylpenicillin）也稱為苄星青黴素G（benzathine penicillin G；缩写为BPG）或苄二乙胺青霉素，是一種抗生素，可用於治療多種病原細菌感染。此藥物專用於治療鏈球菌性咽炎、白喉、梅毒和熱帶肉芽腫，也用於預防風濕熱。可透過肌肉注射給藥。
由於其外觀像花生醬，在美軍俚語中被稱為「花生醬針劑」。
此藥物已被歸入世界衛生組織基本藥物標準清單之中。

## 醫療用途
此藥物用於治療鏈球菌性咽炎、白喉、梅毒和熱帶肉芽腫。

### 疾病預防
美軍每名新兵會接受單次大劑量120萬單位肌肉注射的苄乙二胺青黴素。美國陸軍特別制定一項政策，對不會發生過敏反應的所有新兵注射此藥物，但由於供應問題和個別基地有其考量，覆蓋範圍並無達到全面性的程度。根據回顧性分析，顯示用藥後可將陸軍新兵中全因急性呼吸道疾病的發病率降低32%。

## 副作用

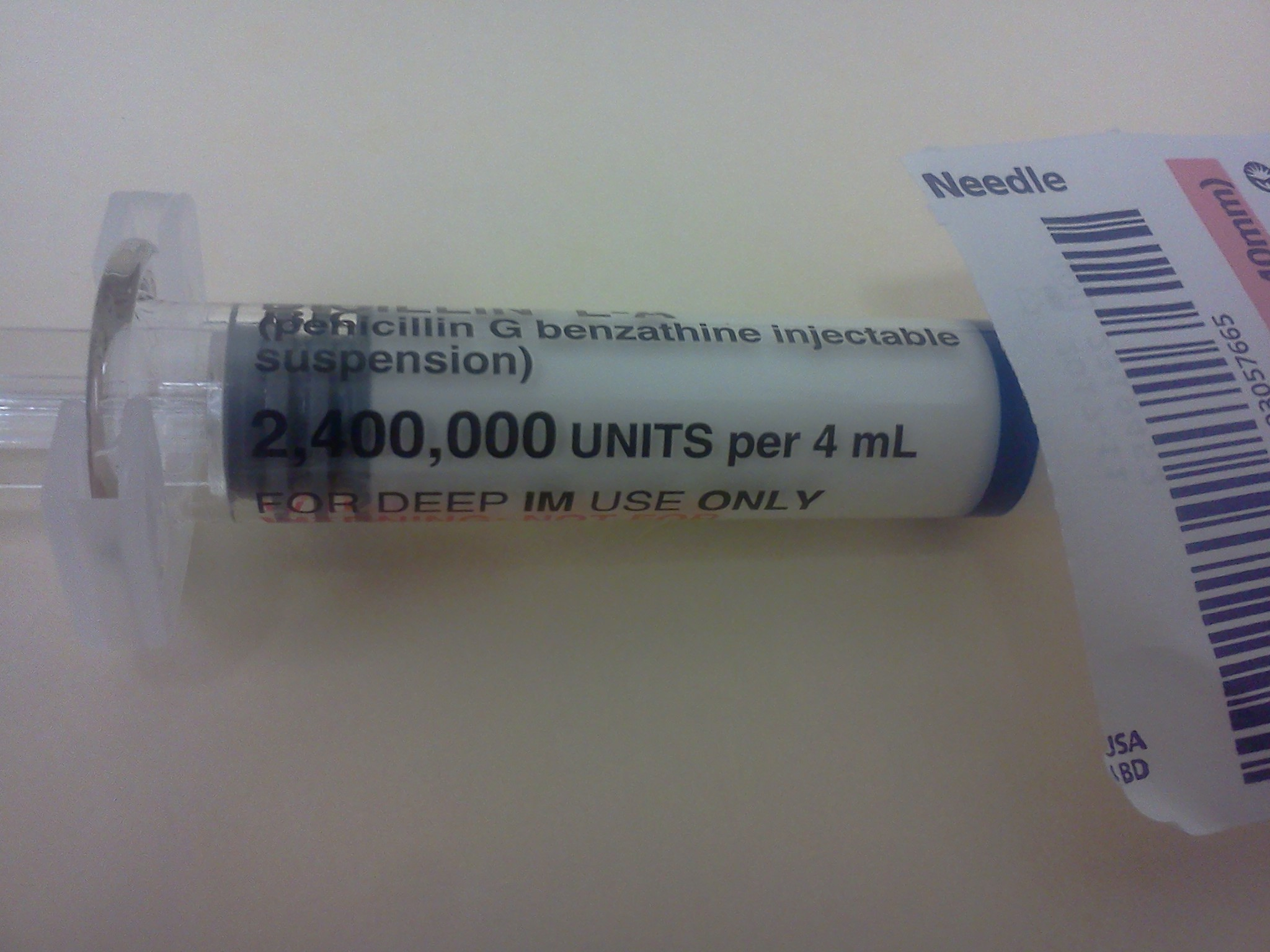
品牌名稱為Bicillin L-A的2,400,000單位苄乙二胺青黴素，供深部肌肉注射用。

使用此藥物可能發生的副作用通常與使用其他形式的青黴素相似。接受藥物的整體耐受性良好，但注射部位疼痛是常見現象。
給藥後的副作用有過敏（如過敏性休克）和注射部位疼痛。當用於治療梅毒時，可能會發生雅-赫氏反應。不建議有青黴素過敏史或患有影響神經系統梅毒的個體使用。個體於懷孕期間使用對於胎兒通常屬於安全。此藥物屬於青黴素和β-內醯胺類藥物，透過苄青黴素發揮作用。苄星化合物會緩慢釋放青黴素，而具長效作用。
另一已知的副作用是可能會因長期使用而引起的繼發性感染。 繼發性感染可能在停用後最長達2個月後發生。 這類有致命性的感染包括艱難擬梭菌感染相關性腹瀉和偽膜性大腸炎(Pseudomembranous Colitis)。

## 作用機轉
苄乙二胺青黴素是種青黴素類藥物。經肌肉注射後會被緩慢吸收進入循環，在體內水解成苄青黴素。當需要長時間維持體內有低劑量的苄青黴素時，此藥物是首選藥物，一次肌肉注射後可持續維持作用達2-4週。

## 專利
苄星青黴素於1950年由禮來公司提出申請，取得的專利編號為US2537533A。惠氏公司開發一種苄乙二胺青黴素的長效製劑，品牌名稱Bicillin L-A，於1953年獲得美國食品藥物管理局 (FDA) 批准，成為惠氏公司的專利藥，目前由輝瑞公司銷售（惠氏公司於2009年被輝瑞合併）。
原苄乙二胺青黴素的專利期限已過，市面上有各式通用名藥物，如美國、英國、歐洲、中國及印度等國的藥廠均有製品販售。

## 外部連結
- . Drug Information Portal. U.S. National Library of Medicine.   [2024-03-21]. （原始内容存档于2021-08-28）.